# OK Orchestra

OK Orchestra è il quarto album in studio del gruppo musicale statunitense AJR, pubblicato il 26 marzo 2021 su etichette discografiche AJR Productions, BMG, Ultra Music e Black Butter.

## Promozione
Il 12 febbraio 2020 è stato pubblicato il singolo apripista Bang!, accompagnato dal relativo videoclip. Nei mesi successivi il brano ha scalato la Billboard Hot 100, fino ad arrivare all'8º posto nel gennaio 2021, divenendo il primo singolo in top ten del gruppo. Il secondo singolo Bummerland è stato reso disponibile ad agosto, mentre a dicembre è uscito il singolo promozionale My Play. Il terzo estratto Way Less Sad è stato pubblicato il 17 febbraio 2021 accompagnato dal video musicale.

## Tracce
Testi e musiche di Adam Met, Jack Met e Ryan Met.
1. OK Overture – 4:32
2. Bummerland – 3:09
3. 3 O'Clock Things – 3:49
4. My Play – 3:10
5. Joe – 3:33
6. Adventure Is Out There – 3:32
7. Bang! – 2:51
8. The Trick – 2:51
9. Ordinaryish People (feat. Blue Man Group) – 3:40
10. Humpty Dumpty – 3:38
11. World's Smallest Violin – 3:38
12. Way Less Sad – 3:26
13. Christmas in June – 4:40

## Successo commerciale
L'album ha esordito alla 10ª posizione della Billboard 200, divenendo la seconda top ten del gruppo. Nel corso della sua prima settimana ha totalizzato 32 000 unità equivalenti, di cui 18 000 sono stream-equivalent units risultanti da 26,7 milioni di riproduzioni in streaming dei brani, 13 000 sono copie pure e infine 1 000 sono track-equivalent units risultanti da 10 000 vendite digitali delle singole tracce.

## Classifiche
| Classifica (2021) | Posizione massima |
| ----------------- | ----------------- |
| Canada            | 27                |
| Stati Uniti       | 10                |